# Kirbyville (Teksas)
Kirbyville je grad u američkoj saveznoj državi Teksas. Prema popisu stanovništva iz 2010. u njemu je živjelo 2.142 stanovnika.